# Ophiuchus
Serpentaire
Pour les articles homonymes, voir Serpentaire.
Ophiuchus, également connu sous le nom d’origine latine de Serpentaire, est une constellation de l'hémisphère nord traversée par le Soleil du 29 novembre au 18 décembre. Elle se situe entre le Scorpion à l'ouest et le Sagittaire à l'est. Représentant un homme portant un serpent à bout de bras, le Serpentaire divise la constellation du Serpent en deux parties : la tête et la queue.

## Histoire
Normalement 13e constellation du zodiaque, le Serpentaire est une constellation ancienne. Elle fut répertoriée par Aratos de Soles, puis avec 47 autres constellations par Ptolémée dans son Almageste et était parfois appelée Serpentarius, le serpentaire.
La constellation représente un homme portant un serpent autour de lui ; le Serpentaire divise justement la constellation du Serpent en deux parties. Elle représenterait Asclépios, élève de Chiron, médecin qui selon la mythologie grecque, aurait tué un serpent et aurait eu la surprise de voir un autre serpent le ranimer avec des herbes. Le savoir médical d'Asclépios aurait été tel qu'il était capable de ressusciter les morts. Ceci inquiéta Hadès, dieu des Enfers, qui craignit de ne plus recevoir d'âmes. Aussi convainquit-il son frère Zeus de foudroyer Asclépios, et de décréter que tous les mortels doivent mourir un jour. Afin d'honorer ses talents de guérisseur, Zeus l'a placé avec son serpent dans les cieux.
Il n'est pas très facile d'y discerner la figure d'un homme sans faire preuve d'un peu d'imagination. Le Serpentaire fut également le théâtre de deux novae en 1848 et 1917.[réf. nécessaire] L'objet le plus significatif de la constellation du Serpentaire fut la supernova SN 1604 dont l'explosion fut visible le 10 octobre 1604, près de θ Ophiuchi. Elle fut observée par Johannes Kepler, d'où son nom d'« Étoile de Kepler ». Galilée utilisa sa brève apparition pour contrer le dogme aristotélicien qui indiquait que les cieux ne changent jamais.

## Observation des étoiles

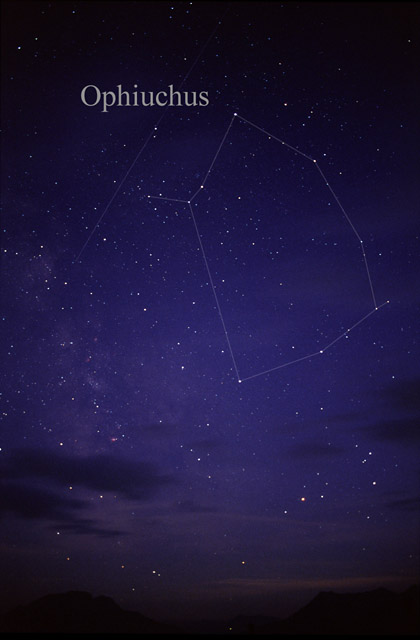
Constellation d'Ophiuchus.

Visibilité nocturne de la constellation.

### Localisation de la constellation
Le Serpentaire n'a pas d'étoile très prééminente : Ras alhague, sa principale étoile, est de magnitude 2, et le reste de la constellation se dessine entre 3 et 4. Ces étoiles servent donc pour repérer des alignements locaux, mais ne sont pas des « phares » immédiatement repérables comme le sont les voisins Arcturus à l'ouest, Véga au nord, Altaïr à l'est, ou Antarès au sud.
Globalement, le Serpentaire est situé sur l'alignement entre Antarès (au bord inférieur de la figure) et Véga (10° hors figure, plus au Nord). Cet arc de 60° passe près de Ras alhague à peu près en son milieu, à 30° de ces deux « phares ».
Dans l'autre sens, le Serpentaire et la Tête du Serpent contiennent quatre étoiles relativement plus brillantes dans l'alignement entre Arcturus et le « cou » du Sagittaire, Nunki (σ Sgr), alignement qui passe par le sommet de l'arc du Sagittaire et se prolonge plus au Sud vers Fomalhaut.

### Forme de la constellation
Ras alhague (α Oph) est au sommet Nord d'un triangle équilatéral (β Oph à l'Est, κ Oph à l'Est), qui figure la « tête ». Le « corps » est un rectangle assez régulier mais peu suggestif, délimité par la base de ce triangle (β et κ Oph) et les deux étoiles sensiblement parallèles (ν et ι Oph) situées en dessous, sur l'alignement Arcturus - Nunki (σ Sgr). Le petit couple d'étoiles à l'Ouest (ε et δ Oph) forme la main qui tient la Tête du Serpent, dont la limite passe immédiatement à l'Ouest.
Côté Est, bien que située dans un alignement très convaincant avec ses deux voisines de la Queue du Serpent, l'étoile située dans l'alignement Ras alhague (α Oph) vers (β Oph) est ν Oph, elle marque la limite Sud-Est de la constellation.

## Étoiles principales

### Ras alhague (αOphiuchi)
Ras alhague (α Ophiuchi) est l'étoile la plus brillante de la constellation. C'est une étoile blanc-bleu de type A située à 47 années-lumière. Sa magnitude apparente est de 2,08, elle brille 26 fois plus que le Soleil, ce qui lui donne une magnitude absolue de 1,3.
Elle possède un petit compagnon distant de 7 ua qui orbite en 8,7 ans.

### Autres étoiles
Le Serpentaire est une constellation ancienne et assez brillante. En conséquence, un certain nombre de ses étoiles portent un nom propre : Cebalrai (β Oph), Yed Prior (δ Oph) et Yed Posterior (ε Oph), Sabik (η Oph) et Marfik (λ Oph).
Marfik, Sabik et 67 Oph sont des étoiles doubles. 70 Oph est une étoile triple. ρ Oph est une étoile multiple. Elle est située au cœur du complexe de nuages à qui elle a donné son nom.
U Oph est une binaire à éclipses de la famille d'Algol (β Persei). Distantes de 1 500 années-lumière, ses deux composantes sont des géantes bleues qui s'occultent tous les 1,7 jour, faisant baisser la magnitude de l'ensemble d'un peu moins d'une magnitude.
Y Oph est une étoile variable céphéide, dont la magnitude passe de 5,90 et 6,40 sur une période de 17,13 jours.
RS Ophiuchi, une étoile trop peu lumineuse pour intéresser l'astronome amateur, fait partie de la classe très étrange des « novas récurrentes », dont la brillance peut croître de manière imprévisible plusieurs centaines de fois dans l'espace de quelques journées.
L'étoile de Barnard, la 5e étoile la plus proche du système solaire (la 3e si on considère le système d'Alpha du Centaure comme un seul membre), se trouve dans Ophiuchus. Elle est distante de 5,96 années-lumière. Il s'agit d'une naine rouge de magnitude apparente 9,54.

## Objets célestes

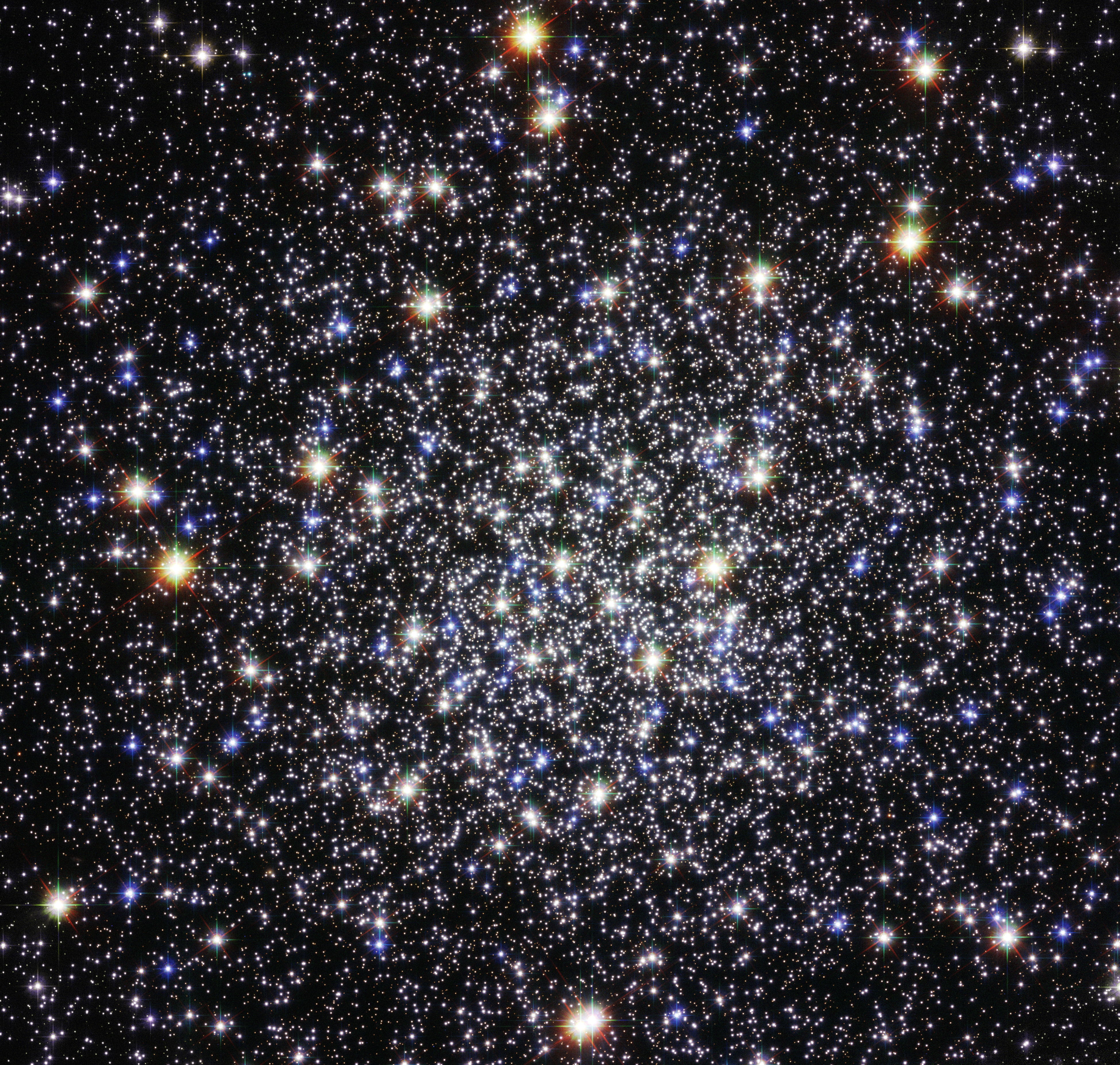
L'amas globulaire M12 par le télescope spatial Hubble.

De par son étendue et de sa proximité avec la Voie lactée, la constellation d'Ophiuchus contient une riche collection d'objets du ciel profond. Elle renferme en particulier une importante concentration d'amas globulaires dont 7 figurent dans le catalogue de Messier (sous les noms de M9, M10, M12, M14, M19, M62 et M107).
M10 et M12 sont les deux amas globulaires les plus brillants de la constellation. Leurs magnitudes apparentes de 6,6 et 6,1 les rendent aisément distinguables dans une paire de jumelles. M62 est un autre amas globulaire visible aux jumelles, situé proche de la constellation voisine du Scorpion.
Ophiuchus abrite les amas ouverts NGC 6525, NGC 6633 et IC 4665, situés au Nord-Est de la constellation. On y trouve également les nébuleuses planétaires NGC 6309, NGC 6369 et NGC 6572. Cette dernière, de par sa magnitude apparente égale à 8,1, peut être observée dans un petit télescope. M2-9 est une autre nébuleuse planétaire plus faiblement lumineuse et connue sous le nom de « nébuleuse du Papillon ».
Plus proche de nous, à environ 500 années-lumière, s'y trouve le globule de Bok Barnard 68, un nuage de poussière sombre bloquant la lumière émise par les étoiles situées derrière lui. La constellation renferme les galaxies NGC 6240 et NGC 6384, ainsi que le superamas du Serpentaire.

## Dans la science-fiction
La constellation est représentée dans certaines œuvres de science-fiction. 
- Giedi Prime, planète fictive de l’univers de Dune, orbite autour de Beta Ophiuchi.
- La trilogie d'Helliconia de Brian Aldiss tire son nom d'une autre planète fictive faisant partie d’un système binaire du Serpentaire.
- Le Canal Ophite (titre original : The Ophiuchi Hotline) de John Varley fait aussi référence à la constellation.
- Dans la série de romans de science-fiction pour jeunesse Zodiaque de Romina Russell où Ophiucus le 13e signe déclenche une guerre contre les autres signes du Zodiaque.
- Il s'agit aussi du symbole de Caliborn, un personnage appartenant au web-comic Homestuck.
- Ophiusus IV, est la planète d’exil d'une partie de l'humanité dans la saga de G.-J. Arnaud, La Compagnie des glaces.
- Dans le cycle d'Hyperion, de Dan Simmons, le monde nommé Mare Infinitus est une des lunes d'une planète géante en orbite autour de 70 Ophiuchi A.

## Dans les mangas
La constellation est également représentée dans certains mangas.
- Dans le manga Saint Seiya, Shaina est placée sous la constellation du Serpentaire et possède l'armure associée, mais bien qu'elle fasse officiellement partie du Zodiaque, ce n'est pas une armure d'or, jusqu'à ce que l'auteur sorte la suite de son manga, appelé Saint Seiya: Next Dimension, où il intègrera par la suite le 13e chevalier d'or.
- Dans le manga Fairy Tail, Ophiucus est la 13e constellation du zodiaque. Elle fait partie des clés de Yukino.
- Ban le héros du manga Get backers est du signe d'Ophiuchus.
- Dans le manga Starry Sky, Kagurazaka Shiki représente Ophiuchus.
- Dans le manga monster school, le second antagoniste final est un serpentaire nommé Asclepios et le treizième zodiaque est appelé Ophiuchus.

## Dans les jeux vidéo
Dans le jeu vidéo Vampire Survivors, une des armes disponibles est Ophion, dont le nom et l’apparence ressemblent à Ophiuchus.
Dans le jeu Final Fantasy IX, il faut récolter les 12 pierres stellaires adaptées des signes du zodiaque à Reno. Après avoir récolté et amené les 12 pierres, apparaît la quête de la treizième pierre qui est celle du serpentaire et qui clôt cette quête.